# Prudencio Garcia
Prudencio Garcia (Salina, 1899. október 2. – 1984.) amerikai nemzetközi labdarúgó-játékvezető. 1907-ben költöztek Amerikába.

## Pályafutása

### Labdarúgóként
Új hazájában 1911-től 1921-ig a Saint Louis csapatában játszott.

### Nemzeti játékvezetés
Az I. Liga játékvezetőjeként  1957-ben vonult vissza.

### Nemzetközi játékvezetés
Az Amerikai labdarúgó-szövetség Játékvezető Bizottsága (JB) terjesztette fel nemzetközi játékvezetőnek, a Nemzetközi Labdarúgó-szövetség (FIFA) 1949-től tartotta nyilván bírói keretében. A FIFA JB központi nyelvei közül a spanyolt és az angolt beszélte. Több nemzetek közötti válogatott és klubmérkőzést vezetett, vagy működő társának partbíróként segített. Az aktív nemzetközi játékvezetéstől 1952-ben búcsúzott.

#### Labdarúgó-világbajnokság
A világbajnoki döntőhöz vezető úton Brazíliába a IV., az 1950-es labdarúgó-világbajnokságra a FIFA JB kizárólag partbírói feladatok ellátásával bízta meg. Kettő mérkőzésen egyes számú besorolást kapott, ami a kor gyakorlata szerint azt jelentette, hogy a játékvezető sérülése esetén neki kellett volna továbbvezetnie a találkozót. Selejtező mérkőzéseket az Észak- és Közép-amerikai, Karibi Labdarúgó-szövetségek Konföderációja (CONCACAF) zónában irányított. Partbírói mérkőzéseinek száma világbajnokságon: 4.

##### 1950-es labdarúgó-világbajnokság

###### Selejtező mérkőzés
| Időpont              | Helyszín                      | Mérkőzés típusa         | Mérkőzés    | Eredmény |
| -------------------- | ----------------------------- | ----------------------- | ----------- | -------- |
| 1949. szeptember 11. | Deportes Stadion, Mexikóváros | előselejtező (CONCACAF) | Mexikó–Kuba | 2 : 0    |
| 1949. Szeptember 25. | Deportes Stadion, Mexikóváros | előselejtező (CONCACAF) | Mexikó–Kuba | 3 : 0    |

###### Világbajnoki mérkőzés
| Időpont          | Helyszín                            | Mérkőzés típusa              | Mérkőzés                 | Játékvezető        | Eredmény | Nézők száma |
| ---------------- | ----------------------------------- | ---------------------------- | ------------------------ | ------------------ | -------- | ----------- |
| 1950. június 29. | Durival de Britto Stadion, Curitiba | csoportmérkőzés (3. csoport) | Svédország–Paraguay      | George Mitchell    | 2 : 2    | 8 000       |
| 1950. július 2.  | Pacaembu Stadion, São Paulo         | csoportmérkőzés (3. csoport) | Olaszország–Paraguay     | Arthur Ellis       | 2 : 0    | 26 000      |
| 1950. július 9.  | Maracanã Stadion, Rio de Janeiro    | csoportgyőztes körmérkőzés   | Brazília–Svédország      | Arthur Ellis       | 7 : 1    | 138 000     |
| 1950. július 16. | Pacaembu Stadion, São Paulo         | csoportgyőztes körmérkőzés   | Svédország–Spanyolország | Karel van der Meer | 3 : 1    | 11 000      |

## Sportvezetőként
A Missouri Játékvezető Bizottság (JB) alapítója.